# Susanna Al-Hassan
Susanna Al-Hassan hoặc Susan Alhassan (27 tháng 11 năm 1927 - 17 tháng 1 năm 1997) là một tác giả và chính trị gia Ghana, người vào năm 1961 đã trở thành nữ đầu tiên của Ghana được bổ nhiệm làm bộ trưởng. bà là người phụ nữ châu Phi đầu tiên nắm giữ danh mục đầu tư nội các  và trở thành thành viên của quốc hội cho khu vực bầu cử quốc hội ở khu vực phía Bắc từ năm 1960 đến 1966. Bà cũng đã viết một vài cuốn sách thiếu nhi.

## Tuổi thơ
Al-Hassan sinh ra ở Tamale và được giáo dục tại Trường Achimota. Từ năm 1955 đến 1960, bà là hiệu trưởng của trường trung học nữ Bolgatanga.. Bà là mẹ của cựu GTV News neo Selma Ramatu Alhassan, người sau này trở thành Selma Valcourt và ông Victor Alhassan của Sky Oil

## Sự nghiệp
Là người thụ hưởng của Dự luật Đại diện Nhân dân (Thành viên Phụ nữ) năm 1960, Al-Hassan được trả lại không có tư cách là nghị sĩ đại diện cho khu vực phía Bắc vào tháng 6 năm 1960. kéo dài trong thời gian ngắn, những người khác đã được hợp nhất hoặc mở rộng. Từ 1961 đến 1963, bà là Thứ trưởng Bộ Giáo dục trong chính phủ cộng hòa của Nkrumah. Từ 1963 đến 1966, và một lần nữa vào năm 1967, bà là Bộ trưởng Bộ Xã hội. Trong khoảng thời gian đó vào năm 1965, Nkrumah đã bổ nhiệm bà làm Bộ trưởng Bộ Phúc lợi Xã hội và Phát triển Cộng đồng.
Trong cuộc chiến chống mại dâm ở miền bắc Ghana vào những năm 1960, chính phủ CPP tham gia vào các chiến dịch giáo dục đại chúng nhấn mạnh sự liên kết của mại dâm với "tệ nạn xã hội", "kẻ thù" và "thập tự chinh", trong dân số già và mù chữ. Al-Hassan khẳng định rằng vấn đề thay vì "tỷ lệ đồi trụy và dâm ô tăng vọt trong thế hệ trẻ của chúng ta, đặc biệt là nữ sinh và nữ sinh trẻ", những người đi du lịch đến Tamale để đi làm hoặc đi học.
Al-Hassan mất vào ngày 17 tháng 1 năm 1997. l Năm 2007, bà được kỷ niệm trên một con tem kỷ niệm 50 năm.

## Công trình
- Issa và Amina, 1963
- Asana và phép thuật ma thuật, Longman, 1963. Tái bản, 1998
- Hai câu chuyện, 1966
- Con sông trở thành hồ: tòa nhà của đập Volta, 1979
- Con sông trở thành hồ: Câu chuyện về dự án sông Volta, 1979 [11]
- Tiếng nói của trí tuệ, 1994
- Role Vai trò của phụ nữ trong chính trị ở Ghana ', Quan điểm nữ quyền, Ottawa: Trung tâm quốc tế MATCH, 1994, 9-18.